# Rick Holtzapple
Rick Holtzapple  ist ein US-amerikanischer Diplomat und war von September bis November 2021 Geschäftsträger a. i. der Ständigen Vertretung der Vereinigten Staaten bei der Organisation des Nordatlantikpakts (NATO) in Brüssel.
Seit dem Amtsantritt von Botschafterin Julianne Smith ist Holtzapple deren ständiger Vertreter („Deputy Chief of Mission“).

## Leben
Holtzapple machte den Abschluss als Bachelor in internationalen Beziehungen an der Stanford University und als Master in demselben Fachgebiet an der School of Advanced International Studies (SAIS) der Johns Hopkins University. Er spricht Französisch und Kroatisch. 

## Laufbahn
Holtzapple ist Karrierediplomat des amerikanischen Auswärtigen Dienstes im Rang eines Gesandten-Botschaftsrat. Er kam im September 2021 nach Brüssel, um als stellvertretender Ständiger Vertreter (Botschafter) und stellvertretender Missionschef der US-Vertretung bei der NATO zu dienen.
Zuvor war Holtzapple von 2012 bis 2014 Direktor des Büros für NATO- und OSZE-Angelegenheiten im State Department in Washington D.C. Ferner war er Ständiger Vertreter des Botschafters in der amerikanischen Botschaft in Benin und zweimal (von 1998 bis 2000 und von 2010 bis 2012) als Referent in der Europaabteilung des Nationalen Sicherheitsrats im Weißen Haus tätig.
Bevor er nach Brüssel kam, gehörte er drei Jahre lang zum Lehrkörper der National Defense University in Washington, DC, und war ein Jahr lang als Berater (Senior Advisor) am Foreign Service Institute des Außenministeriums tätig. Weitere Stationen seiner Laufbahn im auswärtigen Dienst waren die des Gesandten-Botschaftsrats für Politik an der Botschaft in Paris, Leiter des Referats für EU-Angelegenheiten im Außenministerium und Leiter der politischen und wirtschaftlichen Abteilung an der Botschaft Zagreb. Er übte außerdem Tätigkeiten in der amerikanischen Vertretung bei der EU, im Referat für Aufklärung und Ermittlung und in den amerikanischen Botschaften in Kinshasa und Dschibuti aus.